# Пибаро, Пьер
Пьер Пибаро (фр. Pierre Pibarot, 23 июля 1916, Алес — 26 ноября 1981, Монпелье) — французский футболист, игравший на позиции вратаря. По завершении игровой карьеры — тренер. Руководил сборной Франции на чемпионате мира 1954 года.

## Игровая карьера
Пибаро родился в Алесе, Франция, и был воспитанником академии «Олимпик Алес». В 1934 году дебютировал в профессиональном футболе за основную команду и был частью команды, выигравшей Лигу 2. В 1936 году его команда снова покинула элитный дивизион, после чего Пибаро стал игроком стартового состава команды. В 1939 году состоялся его переход в «Сошо», однако за этим последовало вторжение Германии и оккупация страны, в связи с чем новый клуб не принимал участия в официальных матчах до 1942 года — за исключением розыгрыша национального кубка.
Развитию его многообещающей игровой карьеры помешала травма ноги, которую он получил в битве при Нарвике в 1940 году. В 1943 году присоединился к профессиональному клубу «Нанси-Лорьян» и выиграл Кубок Франции в сезоне 1943/1944, хотя и не вышел на поле в финале. После распада команды в 1944 году перешёл в клуб «Нанси», однако принял решение о завершении карьеры уже в следующем году из-за травмы колена.

## Тренерская карьера
Сразу же по завершении тренерской карьеры в 1945 году начал тренерскую карьеру, вернувшись в клуб «Олимпик Алес». С этой командой он добился выхода в элитный дивизион в 1947 году. Пибаро был новатором, который особенно полагался на линию защиты, игравшую по одной линии, что было весьма необычно в то время для европейского футбола. После вылета «Алеса» в 1948 году перешёл в «Ним», который так же сумел вывести в высший дивизион два года спустя. В период до 1955 года «Ним» последовательно занимал места в верхней трети таблицы, а также доходил до полуфинала кубка в год повышения, в 1950 году, в котором его команда проиграла парижскому «Расингу» со счётом 3:0.
Впоследствии в течение 1951—1954 годов возглавлял тренерский штаб национальной сборной Франции, совмещая данную работу с клубной работой в «Ниме». Пибаро отвечал только за тактику и подготовку футболистов к матчам, в то время как за вызов футболистов отвечала отборочная комиссия во главе с Гастоном Барро и Жаном Ригалем. Его первый год ознаменовался серией успешных игр, таких как выездная ничья со счётом 2:2 против англичан, которые всё ещё оставались непобеждёнными дома, победы над Швейцарией, Португалией и Бельгией и ничья 2:2 против Австрии. В следующем году также состоялся яркий дебют Раймона Копы в победном матче против ФРГ (3:1). В 1954 году руководил французской командой на чемпионате мира в Швеции, однако его подопечные не сумели выйти из группы, проиграв Югославии (0:1) и выиграв у Мексики (3:2). Под руководством Пибаро сборная приняла участие в 26 матчах, где одержала 12 побед, 5 раз сыграла вничью и 9 раз проиграла.
После ухода из главной сборной страны в 1954 году принял предложение поработать в сборной Франции до 21 года, которую возглавлял следующие 4 года. В 1958 году Пибаро снова вернулся к клубной работе, возглавив парижский «Расинг» и сменив на этом посту Огюста Жордана. Сначала он дважды вывел эту команду на третье место в турнирной таблице, а затем дважды на второе место, причём выиграть титул в 1962 году ему помешало только большее число пропущенных голов по сравнению с «Реймсом». Своё видение игры Пибаро ясно изложил в 1962 году словами: «Неважно, проиграем ли мы 1:2 или 2:6». Несмотря на свои положительные результаты в столице, принял решение вернуться на юг Франции и, начиная с 1964 года, снова возглавлял «Ним», который, однако, был уже далёк от былой формы. Команда дважды финишировала на 17-м месте, но оба раза смогла сохранить прописку в высшем дивизионе. В 1967 году клуб занял 18-е место в таблице, после чего не сумел сохранить прописку в лиге в турнире на выбывание и вылетел в низшую лигу.
После этого Пибаро работал спортивным директором в клубе «Олимпик Лион» до 1971 года, а последние 9 лет своей жизни работал руководителем футбольного центра «Виши» для игроков в возрасте от 16 до 19 лет, который открыл свои двери в 1972 году. Он хотел «доказать, что время случайно обнаруживаемых индивидуальных талантов прошло» и что их место должна занять «фундаментальная работа».
Скончался 26 ноября 1981 года на 66-м году жизни. Его именем названы два стадиона: стадион в Алесе и крупнейший стадион футбольного центра «Клерфонтен» в одноимённом городе. Кроме того, имя Пибаро получил тупик рядом со стадионом в Алесе.